# Кріс Данн
Крістофер Майкл Данн (англ. Kristofer Michael Dunn, нар. 18 березня 1994, Нью-Лондон, Коннектикут, США) — американський професійний баскетболіст, розігруючий захисник і атакувальний захисник.

## Ігрова кар'єра
На університетському рівні грав за команду Провіденс (2012—2016). Двічі визнавався найкращим баскетболістом року конференції Big East.
2016 року був обраний у першому раунді драфту НБА під загальним 5-м номером командою «Міннесота Тімбервулвз». Професійну кар'єру розпочав 2016 року виступами за тих же «Міннесота Тімбервулвз», захищав кольори команди з Міннесоти протягом одного сезону.
З 2017 по 2020 рік грав у складі «Чикаго Буллз».
2020 року став гравцем «Атланта Гокс». Зіграв лише чотири матчі, пропустивши решту сезону через травми коліна.
7 серпня 2021 року був обміняний до «Бостон Селтікс», а потім до «Мемфіс Гріззліс», які відрахували його після одного передсезонного матчу.
11 січня 2022 року був придбаний командою Ліги розвитку «Онтаріо Кліпперс».
14 березня 2022 року підписав 10-денний контракт з «Портленд Трейл Блейзерс», після чого ще один, а потім ще один, але вже на залишок сезону.

## Статистика виступів

### Регулярний сезон
| Сезон             | Команда                   | GP  | GS  | MPG  | FG%  | 3P%  | FT%  | RPG | APG | SPG | BPG | PPG  |
| ----------------- | ------------------------- | --- | --- | ---- | ---- | ---- | ---- | --- | --- | --- | --- | ---- |
| 2016–17           | «Міннесота Тімбервулвз»   | 78  | 7   | 17.1 | .377 | .288 | .610 | 2.1 | 2.4 | 1.0 | .5  | 3.8  |
| 2017–18           | «Чикаго Буллз»            | 52  | 43  | 29.3 | .429 | .321 | .737 | 4.3 | 6.0 | 2.0 | .5  | 13.4 |
| 2018–19           | «Чикаго Буллз»            | 46  | 44  | 30.2 | .425 | .354 | .797 | 4.1 | 6.0 | 1.5 | .5  | 11.3 |
| 2019–20           | «Чикаго Буллз»            | 51  | 32  | 24.9 | .444 | .259 | .741 | 3.6 | 3.4 | 2.0 | .3  | 7.3  |
| 2020–21           | «Атланта Гокс»            | 4   | 0   | 11.3 | .083 | .000 | .750 | 1.5 | .5  | .5  | .5  | 1.3  |
| 2021–22           | «Портленд Трейл Блейзерс» | 15  | 3   | 22.4 | .431 | .091 | .944 | 3.3 | 5.3 | 1.5 | .2  | 7.1  |
| Усього за кар'єру | Усього за кар'єру         | 246 | 129 | 24.0 | .420 | .299 | .739 | 3.3 | 4.2 | 1.5 | .4  | 8.1  |

### Плей-оф
| Сезон             | Команда           | GP | GS | MPG | FG%  | 3P%  | FT%   | RPG | APG | SPG | BPG | PPG |
| ----------------- | ----------------- | -- | -- | --- | ---- | ---- | ----- | --- | --- | --- | --- | --- |
| 2021              | «Атланта Гокс»    | 5  | 0  | 6.6 | .200 | .000 | 1.000 | 1.0 | 1.0 | .4  | .4  | 1.2 |
| Усього за кар'єру | Усього за кар'єру | 5  | 0  | 6.6 | .200 | .000 | 1.000 | 1.0 | 1.0 | .4  | .4  | 1.2 |